# Circus (álbum de Britney Spears)
Circus es el sexto álbum de estudio de la cantante estadounidense Britney Spears, fue lanzado el 2 de diciembre de 2008 por el sello discográfico Jive Records y la compañía Sony BMG Music Entertainment, mismo día del cumpleaños número 27 de Spears. De acuerdo con sus declaraciones, el título del álbum no solo hizo referencia a su vida en un sentido metafórico, dado a lo sobreexpuesta que era por sus problemas personales por los medios, sino también a su afinidad por lo divertido e impredecible de los circos, lo que sintió que quedó plasmado en el álbum. Por su parte, Circus es un álbum de estudio de pop más limpio, pues su propósito fue reintroducir a Spears en la industria musical. Las letras de las canciones de Circus hablan, principalmente, del feminismo, la fama, el amor y la sensualidad femenina.
Mientras que una parte de este fue respaldada por compositores y productores prestigiosos que ya habían trabajado anteriormente con la cantante, como Max Martin, Bloodshy & Avant, Guy Sigsworth y Danja; otra fue respaldada por compositores y productores nuevos, como el prometedor equipo The Outsyders, y por otros igualmente prestigiosos, como Dr. Luke. Además de ello, este fue considerado por los críticos y la audiencia como el álbum del «regreso» de Spears a la industria de la música. Todo, tras el modesto éxito comercial de su antecesor, Blackout, el que fue considerado de manera homóloga y elogiado por los críticos en el año 2007, más se vio opacado por los problemas personales de la cantante y por la escasa promoción que recibió.
Por su parte, la promoción de Circus involucró al documental Britney: For the Record, en el que la cantante se refirió a la superación de sus problemas, y a la gira The Circus Starring: Britney Spears, la que a nivel mundial se alzó como la quinta de mayor éxito comercial del año 2009, con $131,8 millones recaudados en 97 espectáculos. Además de ello, entre 2008 y 2009, cuatro canciones fueron lanzadas como sencillos: «Womanizer», «Circus», «If U Seek Amy» y «Radar»; siendo la primera de ellas la de mayor impacto comercial, tras llegar a la posición número uno del Billboard Hot 100 de Estados Unidos, después de casi diez años desde que la cantante alcanzó dicha posición con su sencillo debut «...Baby One More Time» (1998).
Con todo, Circus registró varios logros comerciales. En menos de un mes se convirtió en el decimoquinto álbum más vendido alrededor del mundo en el año 2008, ello, tras debutar en las primeras posiciones de numerosas listas de ventas de álbumes, incluyendo la Billboard 200 de Estados Unidos, donde se convirtió en el quinto álbum número uno de Spears, tras vender 505,000 copias en su primera semana, lo que alzó a la cantante como una de las pocas que ha hecho debutar a cuatro de ellos con ventas superiores a las 500 mil copias en el país. En suma, el álbum ha vendido más de 4 millones de copias a nivel mundial, con aproximadamente 1,7 millones vendidas sólo en Estados Unidos, donde fue certificado de platino por la RIAA. Por su parte, sus canciones han vendido alrededor de 7 millones de descargas en dicho país.

## Antecedentes y publicación
Dado que Blackout no consiguió devolver a Britney Spears el apogeo comercial del que disfrutó a comienzos de la década; debido a que fue opacado por los problemas personales televisados que la cantante tuvo tras su divorcio de Kevin Federline y tras la pérdida de la custodia de sus dos hijos; Circus intentó barrer las desavenencias de la imagen Britney Spears y catapultar a la artista nuevamente al éxito en la industria musical. Ello, a través de la dedicación de la cantante en el proceso de creación y promoción del álbum.
De acuerdo con el sello Jive Records y al mánager Larry Rudolph, Britney Spears comenzó a grabar su sexto álbum de estudio a principios del segundo trimestre del año 2008, en un período en que se reportaron constantes visitas al gimnasio, a lecciones de canto y a sesiones de grabación por parte de la cantante. Por su parte, para entonces Britney Spears ya llevaba unos cuantos meses escribiendo canciones, reuniéndose con productores e ideando el sonido del álbum en su hogar en Los Ángeles.
Según declaró Britney Spears, Circus es un álbum «personal», debido a que trabajó en él durante un extenso período de aproximadamente un año, escribiendo canciones todos los días en el piano de su living; por ello le emocionaba que su lanzamiento fuera realizado el día de su cumpleaños N.º 27 en Estados Unidos. Además, catalogó a Circus como un álbum «un poco más ligero» que el hedonista Blackout, el que reflejó un período «oscuro» de su vida. Respecto al título del álbum, aclaró que no se refiere únicamente de manera metafórica a su vida, sino también a su afinidad con los circos:

Me gusta el hecho de que siempre estás al borde de tu asiento en un circo... nunca estás aburrido. Sólo estás realmente sumido en lo que está pasando a tu alrededor. Y quieres saber qué es lo que va a ocurrir a continuación.
Britney Spears

La portada y el listado de canciones del álbum se dio a conocer el 31 de octubre de 2008. Previo a su lanzamiento, Circus pudo ser escuchado de manera gratuida por los usuarios de Imeem. Por su parte, en el Reino Unido, su primera publicación fue realizada el lunes 1 de diciembre de 2008. Aquel día, también fue lanzado el álbum The Circus de la agrupación británica Take That, lo que desencadenó una controversia en el estado, considerando la coincidencia de sus títulos y sus primeras fechas de publicación. Al respecto, el representante de Take That afirmó: «los chicos han trabajado duro durante meses, igual que Britney, y estamos convencidos de que no queremos un cambio en el nombre del disco». Respaldando dichas declaraciones, Take That declaró: «dudamos de que pueda generar esto confusión ninguna, los fans de Britney Spears irán a la tienda a pedir su disco, y los nuestros preguntarán por el nuevo disco de Take That». Tiempo después, la agrupación ofendió a Spears por su uso de playback.

## Letristas y productores
La mayor parte de Circus fue respaldada por letristas y productores de alto prestigio en la industria de la música, que ya habían trabajado anteriormente con Spears. El principal de ellos fue el estadounidense Lukasz «Dr. Luke» Gottwald, quien trabajó por primera vez con la cantante durante las sesiones de grabación de Blackout. No obstante, ninguna de sus producciones fue incluida en él. En Circus su producción abarcó a tres canciones coproducidas por su joven protégé veinteañero Benjamin «Benny Blanco» Levin. Ellas son «Circus» y «Shattered Glass», las que escribieron junto al letrista Claude Kelly, y «Lace and Leather», cuyos respaldos vocales fueron realizados por Debi Nova y una entonces desconocida cantante Kesha. Otro de los letristas y productores aludidos fue el británico Guy Sigsworth, quien produjo las baladas «Out from Under» y «My Baby», correspondientes a las dos canciones más personales del álbum, de acuerdo a declaraciones de Spears. En el pasado, tres de sus producciones, incluyendo la exitosa balada «Everytime», habían sido incluidas en trabajos discográficos de la cantante.
Otro letrista y productor de Circus fue el estadounidense Nathaniel «Danja» Hills, quien produjo al par «Kill the Lights» y «Blur», y al exclusivo bonus track «Rock Boy». La producción vocal de la primera fue realizada por James «Jim Beanz» Washington, quien también la coescribió. Ello, al igual que su colega habitual Marcella «Ms. Lago» Araica, quien coescribió, grabó y mezcló cada una de las tres canciones citadas. Anteriormente, el trío figuró en créditos homólogos en la mayoría de las canciones de Blackout, incluyendo en su sencillo «Gimme More». Otro equipo estadounidense que también figuró en los créditos de ambos álbumes fue The Clutch, el que coescribió la principal producción del dúo sueco Bloodshy & Avant incluida en Circus, «Unusual You». No obstante, The Clutch también figuró en los créditos de coescritura y coproducción o producción de los bonus tracks «Radar», «Phonography» y «Trouble», los cuales también fueron respaldados por el dúo Bloodshy & Avant y su colaborador habitual Henrik Jonback. Desde que Bloodshy & Avant trabajó por primera vez con Spears durante las sesiones de grabación de In the Zone, el dúo no ha dejado de trabajar con ella y le ha coescrito y producido piezas pop de alto éxito y reconocimiento crítico, incluyendo «Toxic» y «Piece of Me».
No obstante, la figura más llamativa fue el sueco Max Martin, quien volvió a trabajar con Spears después de siete años y después de haber respaldado la parte más importante de los inicios de su carrera, incluyendo sus sencillos «...Baby One More Time» y «Oops!... I Did It Again». En Circus figuró como productor de «If U Seek Amy», la que escribió junto a tres de sus colaboradores habituales. Ellos fueron el letrista estadounidense Savan Kotecha y los letristas suecos Shellback y Alexander Kronlund, quien ya había escrito para Spears en el pasado.
El resto de Circus fue respaldado por letristas y productores que trabajaron por primera vez con la cantante. Los principales fueron los miembros del surgiente dúo estadounidense The Outsyders, Rafael Akinyem y Nikesha «K. Briscoe» Briscoe, quienes escribieron y produjeron a «Womanizer», en un acontecimiento que representó su primer crédito de alto perfil en la industria. Otros de los aludidos fueron sus compatriotas Rob Knox & Harvey Mason, Jr., del prestigoso equipo The Underdogs. quienes coescribieron y produjeron a «Mannequin». El resto de esta fue coescrita por Spears y el letrista James Fauntleroy II, quien comenzaba a convertirse en uno de los más demandados por artistas de rhythm and blues. Los restantes fueron los miembros del trío canadiense de electro-rap Let's Go to War, quienes produjeron a «Mmm Papi». Dicha canción comenzó a ser escrita en conjunto por Spears y Nicole Morier, quien además se encargó de su producción vocal y de sus respaldos vocales. Las dos también coescribieron juntas al bonus track «Rock Me in», el que terminó de ser escrito y producido por Greg Kurstin, entonces reconocido por sus créditos homólogos en «The Fear» de la cantante inglesa Lily Allen. El último letrista y productor de Circus fue el mexicano Fernando Garibay, responsable de los bonus tracks «Amnesia» y «Quicksand». Al respecto, el primero lo escribió junto a su colega Kasia Livingston y al segundo con la exitosa cantante y compositora estadounidense, Lady Gaga.

## Composición

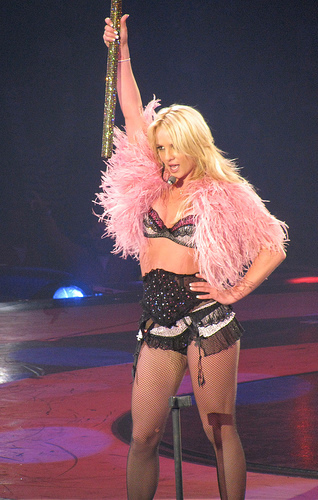
Britney Spears interpretando a la sexta pista de Circus, «If U Seek Amy», en su tour The Circus Starring: Britney Spears.

La primera pista de Circus es «Womanizer», una canción feminista que combina los estilos dance-pop y electropop, con un preestribillo donde su título es repetido docenas de veces. Su letra está escrita desde la perspectiva de una chica que conoce a un hombre que intenta seducirla, pero ella lo somete acusándolo de ser un mujeriego. El siguiente tema es «Circus», una canción dance-pop que explota elementos de géneros musicales de naturaleza urbana, como el rhythm and blues y el hip hop industrial. Su letra es desafiante y está centrada en lo que siente, hace y provoca una artista femenina en un espectáculo. Su estructura combina melodías de tambores, teclados, programación y guitarra, y un estribillo seudo rapeado que comienza de golpe. La pista siguiente es la balada pop «Out from Under», correspondiente a una versión de la canción del mismo nombre de la cantante Joanna Pacitti. Su letra se basa en la superación del término de una relación amorosa importante y tormentosa. Ello, aludiendo al divorcio de Spears y Kevin Federline, por lo que fue citada como una de las canciones más personales del álbum por la cantante. Su estructura combina las interpretaciones de una guitarra eléctrica y una acústica, con las melodías de un sintetizador y un tambor programado.
La cuarta pista, «Kill the Lights», es una canción dance pop altamente influenciada por géneros urbanos como el rhythm and blues y el hip hop. Su letra es desafiante e irónica, se basa en la relación que existe entre la fama y los paparazzi, y es introducida por un hablante que declara que Spears, como «Princesa del Pop», se ha convertido en la nueva «Reina» del género. Fue comparada con el sencillo de Spears, «Piece of Me» (2007). La siguiente pista es «Shattered Glass», una canción electropop con leves influencias urbanas, cuya letra atormenta a un hombre infiel, a través de preguntas abundandes respecto a su engaño y de afirmaciones de su pronto arrepentimiento. Su estructura combina melodías de teclados, tambores, guitarras y programación, y utiliza sonidos de vidrios quebrándose, siguiendo la idea de su título y estribillo.
La sexta pista de Circus es «If U Seek Amy», una canción de estilos dance pop y electropop. Causó controversia en los países de habla inglesa, debido a que sus fonemas deletran implícitamente el verbo inglés «fuck» y pronuncian el pronombre personal «me» de dicho idioma, resultando así el título implícito «F-U-C-K me» —en español: «Fóllame»—. Su estructura está creada sobre la base de programación y su letra reúne a numerosas alusiones citadas a través de la búsqueda de una chica llamada Amy en una discoteca, quien puede ser interpretada como un alter ego de Spears. En la búsqueda, la voz principal pregunta y cuenta sobre Amy a una tercera persona no identificada, la que puede ser encarnada por el oyente de la canción o por otra persona presente en la discoteca. Además, su letra alude la percepción y fascinación pública con la vida de la cantante, por medio de la frase «Love me, hate me, say what you want about me» —«Ámame, ódiame, di lo que quieras sobre mí»—. El estribillo también cuenta con un doble sentido en la línea: «All of the boys and all of the girls are begging to if you seek Amy», cuyos fonemas pueden ser interpretados como: «All of the boys and all of the girls are begging to F-U-C-K me» —«Todos los chicos y todas las chicas están pidiendo que me folles»—.

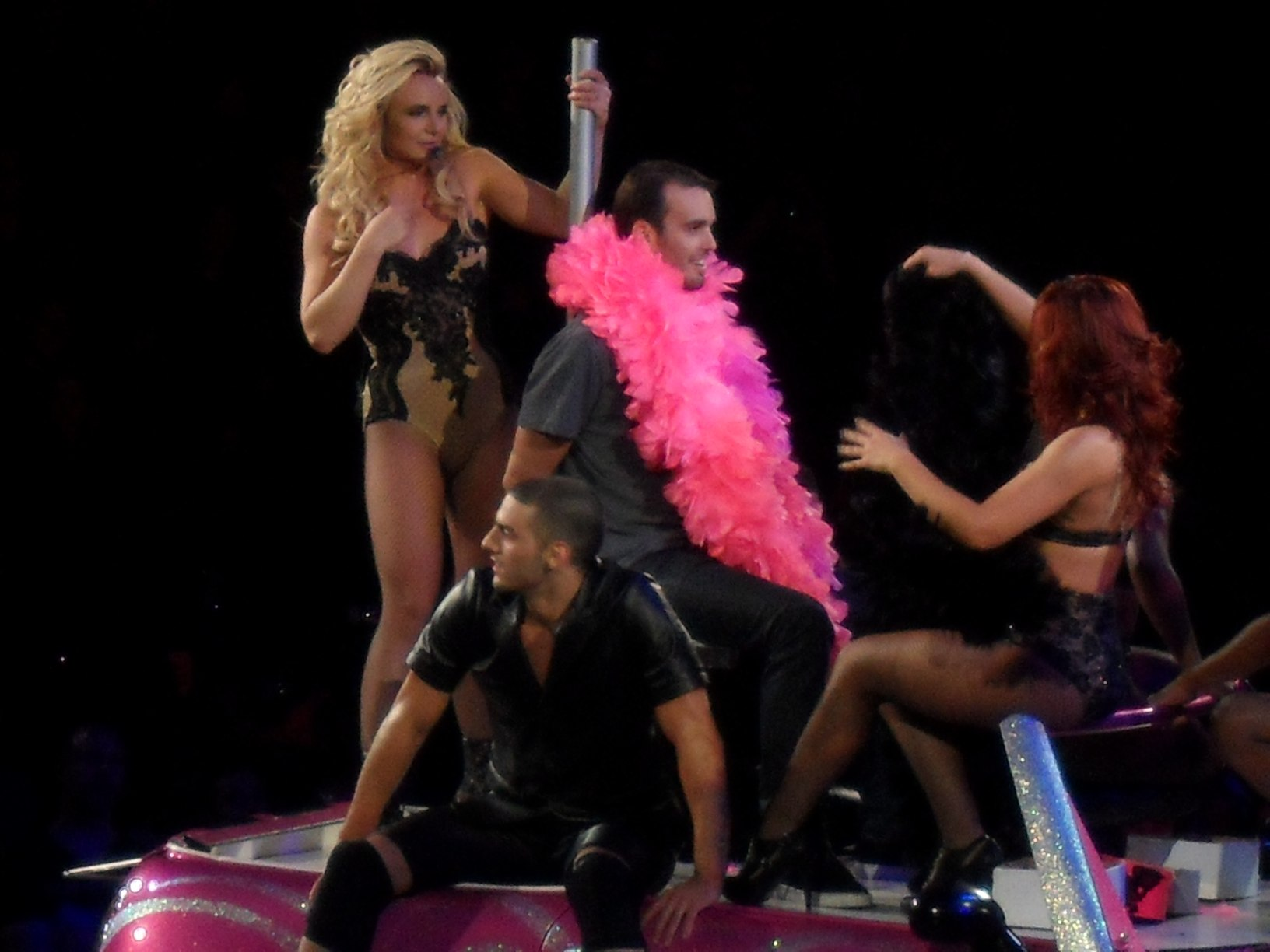
Britney Spears y sus bailarines, interpretando «Lace and Leather» a un miembro de la audiencia, en su tour del año 2011, Femme Fatale Tour.

El álbum continúa con «Unusual You», su única balada electropop, cuya estructura utiliza una base de música electrónica continua, combinando melodías de teclado, guitarra, bajo y programación. Su letra es esperanzadora y está centrada en el surgimiento de un amor inusual tras experiencias amorosas fallidas. La octava pista del mismo es «Blur», una canción lenta que combina el estilo electro-rhythm and blues con una letra donde su protagonista procura dilucidar una noche inconsciente de sexo. La pista siguiente es la canción dance-pop «Mmm Papi», la que fue creada utilizando como referencia a «Hey Mami» del grupo FannyPack. Ésta combina música programada y melodías de guitarras con influencias del rock discotequero de los años 1960. Su letra está escrita desde la perspectiva juguetona de una chica que llama a su novio con la expresión latina «papi». En el acto, le afirma que lo ama, especialmente cuando ambos pierden la razón.
La décima pista es «Mannequin», una canción dance pop de sonido urbano y experimental, que incorpora ruidos electrónicos para respaldar la voz de Spears, en lugar de una melodía. Su letra se basa en una chica que siempre consigue lo que desea y que le afirma a un hombre que puede intentar impresionarla y llorarla todo lo que él quiera, pero que ella se mantendrá inerte y no hará nada para corresponderlo. La pista siguiente de Circus es «Lace and Leather», una canción electro-funk con influencias de la música ochentera, cuya estructura incorpora melodías de tambores, teclados y programación, y una interpretación en guitarra de estilo indie. Su letra se basa en una chica a la que le han aflorado sus deseos sexuales cierta noche, lo que la lleva a vestirse de encaje y cuero, y brindar un show erótico a un hombre. La última pista del álbum es «My Baby», una balada maternal dedicada a los dos hijos de Spears, Sean Preston y Jayden James. Su estructura combina melodías de guitarras acústica y eléctrica, piano, sintetizador, tambor y programación.

## Recepción crítica
En términos generales, Circus contó con una buena recepción crítica. De acuerdo con un estudio estadístico realizado por el sitio web especializado, Metacritic, el álbum contó con un 64 % de aprobación. En el estudio fueron consideradas veintidós reseñas hechas por algunos de los principales medios de comunicación de los Estados Unidos y el Reino Unido. Entre los primeros se encuentran las revistas Rolling Stone y Billboard, y los periódicos Hartford Courant y Los Angeles Times, mientras que entre los segundos, el semanario NME y el periódico The Guardian. Por otro lado, el estudio consideró a sitios webs como Allmusic y Sputnikmusic, y a revistas en línea como Slant Magazine y PopMatters. En definitiva, su sumario sostuvo:

Britney intenta hacer otro regreso con su sexto álbum [de estudio, Circus], el que contiene a «Womanizer», su primer número uno  en [el ranking] Billboard Hot 100 [de Estados Unidos] desde [su sencillo debut] «...Baby One More Time».
Metacritic

Una de las reseñas principales fue la que publicó Rolling Stone, la que fue escrita por Caryn Ganz. En ella, el periodista y autor señaló que, a través de Circus, Spears demostró que continuaba siendo un «fenómeno» de buena fe. Sostuvo que el álbum cuenta con un pop «aventurero y amigable para las discotecas», y que habría sido un buen sucesor de In the Zone. Además, se refirió a siete de sus canciones, incluyendo «Unusual You» e «If U Seek Amy», las que citó de «melódica y brillante», y «pícara y movida», respectivamente, y «Kill the Lights», la que describió como un stomper que se burla de los paparazzi y que recuerda el uso «aplastante» de sintetizadores de Blackout. Asimismo, sostuvo que Spears suena de manera considerablemente robótica en este último, cosa que sintió fue atenuada en Circus, a través de la inclusión de canciones lentas que reflejaron un mayor desempeño vocal. Al respecto, catalogó a «Out from Under» como su mejor balada desde «I'm Not a Girl, Not Yet a Woman» y a «Blur» como la «actualización del hungover» «Early Mornin'» de In the Zone. Contrario a ello, citó a «My Baby» como una balada «trillada». En definitiva, aseguró que Circus demostró que Spears no había perdido su talento y que mantendría fieles a sus fans, por lo que le calificó con tres estrellas y media de cinco.
Por otro lado, el periodista Bill Lamb, del sitio web About, sostuvo que Circus «exuda una confianza» especial y que es «más confidente y relajado» que Blackout, al que citó como el álbum que puso a Spears exitosamente en el centro de atención de la música pop, «escupiendo» a aquellos que intentaron opacarla. Asimismo, destacó a «Out from Under», «If U Seek Amy», «Unusual You» y «Blur» por sus estructuras. Respecto a la segunda, especificó que es «memorable» por su sonido pop de «golpes aplastantes», pese a que el «truco» de su letra implícita es lo primero que llama la atención. Finalmente, señaló que en él la voz de Spears es «distintiva, suelta y a tope», por lo que le evaluó con cuatro estrellas de cinco y sostuvo:

Circus es un argumento convincente de que hay muchas más cosas que seguir de Britney Spears, que sus escapadas que dominan la prensa sensacionalista. Ella es una artista consistentemente atractiva que vale la pena escuchar. El sonido general de este álbum no es de un artista que apenas esté empezando. Es de un artista que maduró su zona de mayor comodidad y que planificó estar [en la industria] por mucho tiempo más.
Bill Lamb, periodista especializado en música pop del sitio web About.

En un tono más crítico, Stephen Thomas Erlewine, de Allmusic, sostuvo que Circus es un «remake amigable del hedonista Blackout, que postula que todo es mejor» con la dedicación de Spears. Acto seguido, citó a este último como un «álbum de los productores» y a Circus como un «álbum de los manipuladores que intentaron barrer cualquier impertinencia» ocasionada en aquellos años, por lo problemas personales de la cantante. Además, señaló que ella invirtió «todo su tiempo, esfuerzo y dinero» en pistas de discotecas, y destacó a «Womanizer», «Kill the Lights» e «If U Seek Amy». Mientras que a la primera la catalogó como su «mejor» pista, a la segunda la citó de «implacable» y «tan elegante y sexy», que termina «opacando» al resto. Por su parte, a «If U Seek Amy» la catalogó como una «carnada comercial» al estilo de la entonces surgiente cantante Katy Perry —aludiendo a su sencillo lésbico «I Kissed a Girl», también coescrito por Max Martin—. Además, citó la «innegable magia del pop» de Max Martin y el hecho de que la sexualidad de Spears nunca antes había sido explícita en su música. Al resto lo describió como un par de grandiosos sencillos bailables, un par de cortes chill-out muy buenos —de los cuales destacó a «Unusual You»—, un par de baladas no del todo buenas y un montón de relleno. En definitiva, sostuvo que, pese a que Spears se siente un poco más «conectada» en Circus que en Blackout, ello sólo es una «victoria pírrica», pues Circus nunca llega a sentirse «tan elegante o adictivo» como su predecesor, por lo que le calificó con una estrella menos, es decir, con tres estrellas de cinco.
La misma calificación le brindó Nick Levine, del sitio web británico Digital Spy, quien le catalogó como una «secuela» de Blackout, al que citó como el álbum «robopop fantástico» que se convirtió en el «punto culminante» de la carrera de Spears. Al respecto, señaló que Circus se diferencia de él por hacer figurar a la cantante en una posición de mayor control y por incorporar baladas y no contar con tanto procesamiento digital de audio. No obstante, también señaló que cuenta con «más relleno» y con «varias canciones inesperadas para una superestrella», citando a «If U Seek Amy», «Blur» y a la «totalmente bizarra» «Mmm Papi». Asimismo, cuestionó el desempeño de sus productores y se refirió de manera despectiva a la inclusión de «Mannequin», «Lace and Leather», «Out from Under» y «My Baby». De la primera, sostuvo que es «virtualmente libre de melodía», mientras que de la segunda, que cuenta con un estilo electro-funk «tibio». Respecto a las baladas, sostuvo que «Out from Under» es «bastante decente», pero «no cabe» en el álbum, y que «My Baby» es «casi insoportablemente repulsiva». En definitiva, aseguró que Circus es salvado por cinco canciones que «casi coinciden con el brillo» de «Piece of Me» de Blackout. Ellas son: «Womanizer», «Circus» —a la que llamó «brillantemente ostentosa»—, «Kill the Lights», «If U Seek Amy» y «Amnesia»; las canciones «suficientes» para el «regreso audaz» de Britney Spears.

## Promoción

### Sencillos

#### «Womanizer»
La canción «Womanizer» fue lanzada como el primer sencillo de Circus, antecediendo sus primeras publicaciones. Su estreno fue realizado el viernes 26 de septiembre de 2008, día al que le sucedieron sus lanzamientos radiales, digitales y materiales alrededor del mundo, los cuales fueron realizados durante el último cuatrimestre de aquel año. Con ello, «Womanizer» se convirtió en el vigésimo y en el vigésimo segundo sencillo de Spears en mercados como los Estados Unidos y el Reino Unido, respectivamente, y en su primer sencillo producido por K. Briscoe de The Outsyders. En términos generales, este contó con una buena recepción por parte de los críticos, quienes le catalogaron como un sencillo «asesino» y como una «mezcla brillante» de «Toxic» con las canciones más «desencabelladas» de Blackout. Además, le citaron como el sencillo del «regreso definitivo» de Spears a la industria de la música.
Su video musical fue dirigido por el director estadounidense Joseph Kahn, quien anteriormente dirigió dos videos musicales de la cantante, «Stronger» y «Toxic». Su línea de historia le muestra interpretando tres oficios, secretaria, camarera y chofer de limusina, y poniendo a prueba la fidelidad de su novio, el que fue interpretado por el modelo Brandon Stoughton. Sus escenas adicionales le muestran desnuda en un sauna, lo que llamó la atención de los medios, luego de que mostrara una figura completamente renovada, respecto a la que mostró en los MTV Video Music Awards 2007. Con todo, los críticos le catalogaron como una reminicensia del video musical de «Toxic» y señalaron que fue parte importante de su «regreso triunfal». Además, recibió dos nominaciones en los MTV Video Music Awards 2009, ceremonia en la que Spears se llevó por segundo año consecutivo el premio Mejor Video Pop, tras haber triunfado anteriormente con «Piece of Me».

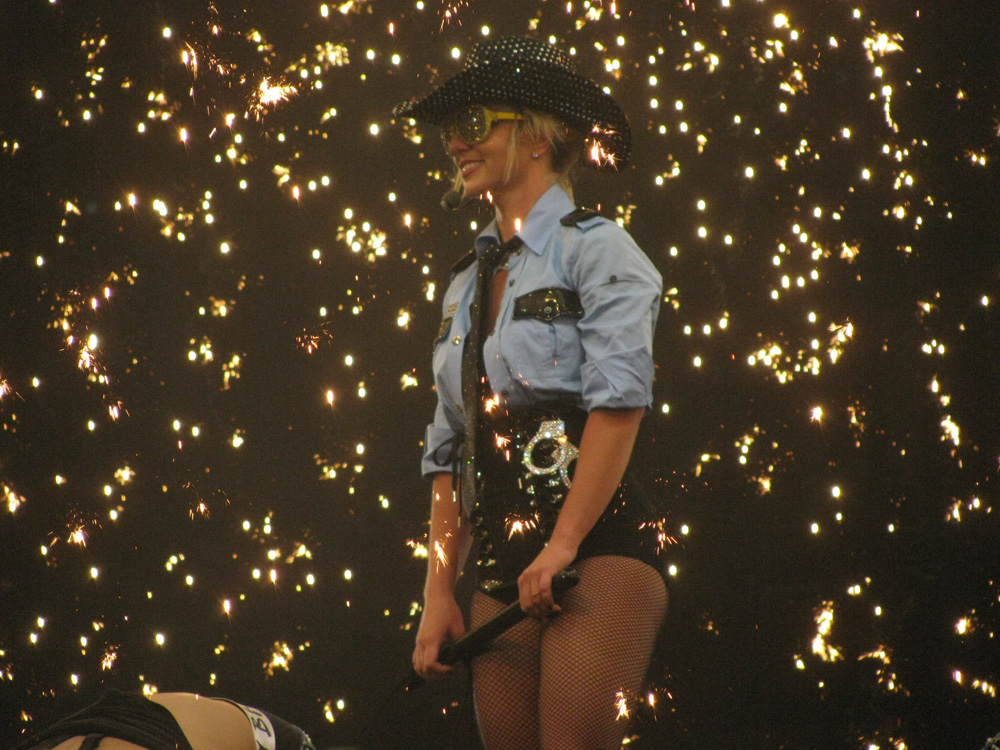
Britney Spears durante el número de temática policial de «Womanizer», en uno de los cierres de su tour The Circus Starring: Britney Spears.

Con todo, «Womanizer» asoló la industria, vendiendo más de cinco millones de copias en un poco más de un año y convirtiéndose en uno de los sencillos más exitosos de la década. Sus logros quedaron de manifiesto luego de alzarse como un nuevo éxito número uno de Spears en mercados como Canadá, los Estados Unidos y Europa, donde alcanzó el mismo estatus en Dinamarca, Finlandia, Francia, Noruega, Suecia y la Región Flamenca de Bélgica, y donde se alzó como un sólido éxito top 10 en mercados como Alemania, Austria, España, Irlanda, Italia, los Países Bajos, el Reino Unido, Suiza y la Región Valona. También fue un top 10 en mercados asiáticos como Japón y oceánicos como Australia y Nueva Zelanda. Sus ventas elevadas le llevaron a ser certificado como disco de platino en Australia, Dinamarca y el Reino Unido, y disco de oro en Bélgica, España, Finlandia, Italia, Suecia y Nueva Zelanda.
Un caso especial fue Estados Unidos, donde rompió récords para convertirse en su segundo sencillo número uno, después de casi una década desde que alcanzó dicho estatus con «...Baby One More Time». Al respecto, registró un ascenso récord en el ranking de canciones Billboard Hot 100, el más importante del país, luego de ascender directamente desde la posición número noventa y seis, a la número uno. Aquel correspondió al ascenso más grande hecho en la historia de los registros para entonces. Buena parte de él, se debió a la puesta en venta de su descarga, con la que además rompió el récord del sencillo de una artista femenina más vendido de manera digital, durante su primera semana en el mercado. Ello, con ventas de doscientas ochenta y seis mil descargas. De acuerdo con la revista Billboard, «Womanizer» también se convirtió en el segundo y en el cuarto sencillo número uno de Spears en los rankings Digital Songs y Pop Songs, respectivamente, y en su sencillo más vendido en la era digital, con ventas de 3 500 000 descargas en Estados Unidos, hasta julio de 2016.

#### «Circus»
«Circus» fue el segundo sencillo del álbum. Sus lanzamientos fueron realizados entre los meses de diciembre de 2008 y marzo de 2009; período en el que se convirtió en el primer sencillo de Spears coescrito por Claude Kelly y producido por el dúo estadounidense conformado por Dr. Luke y Benny Blanco. Por su parte, los críticos le describieron como un «monstruo» a través del cual la cantante «escupe» una letra desafiante. Además, elogiaron abiertamente su interpretación, señalando que Spears suena «sexy y segura de sí misma», y citaron que la canción estaba destinada a consolidar su confianza, tras el éxito de «Womanizer».

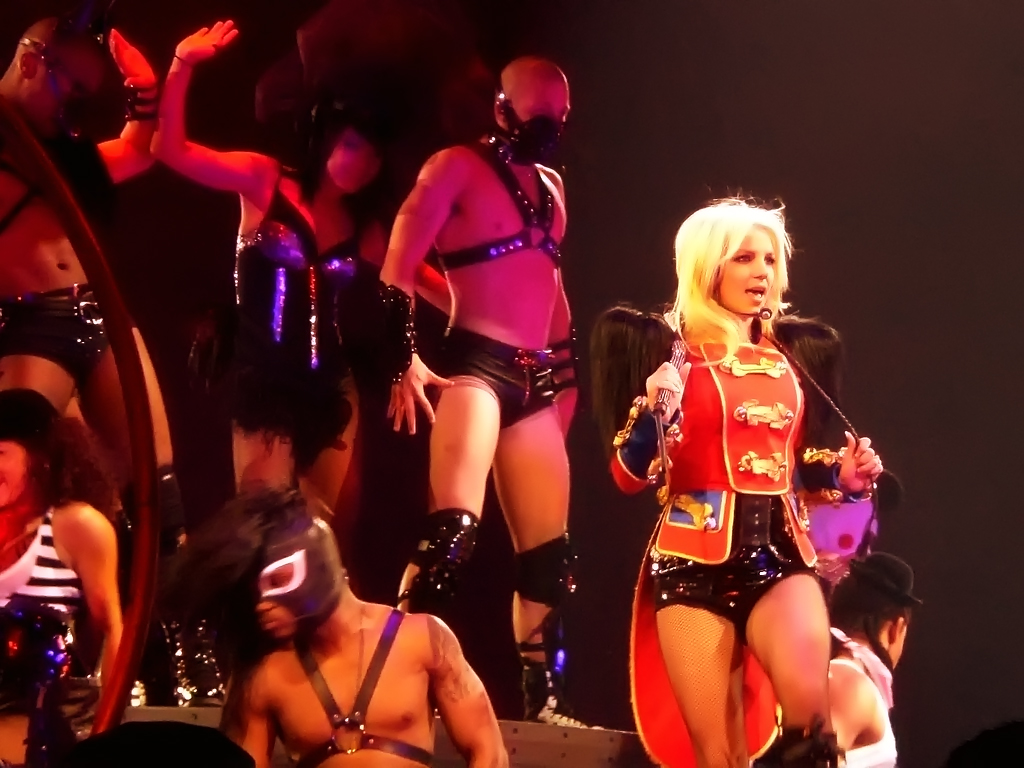
Britney Spears y sus bailarines durante el número circense/sadomasoquista de «Circus», en la gira The Circus Starring: Britney Spears.

El video musical de «Circus» fue dirigido por el director estadounidense Francis Lawrence, quien anteriormente dirigió un único video musical de la cantante, «I'm a Slave 4 U», uno de los más icónicos de su carrera. Sus escenas la muestran como la líder de un circo, cantando y realizando una coreografía provocativa creada por el bailarín y coreógrafo Andre Fuentes. Estas también hacen publicidad por emplazamiento a su perfume Curious y a la marca italiana de joyas Bulgari. Su estreno fue realizado el jueves 4 de diciembre de 2008. Tras ello, los críticos lo catalogaron de «atrevido y seductor», y citaron «rutinas de baile asesinas» deliberadas por Spears. Por su parte, MTV le brindó nominaciones en cinco categorías profesionales de los MTV Video Music Awards 2009. No obstante, la organización pro animal PETA desencadenó una controversia al criticarlo por utilizar animales amaestrados en su rodaje.
Pese a la controversia, «Circus» disfrutó de un gran éxito comercial. Según IFPI, a nivel mundial fue el décimo tema más vendido en formato digital durante el año 2009, con 5 500 000 descargas. Sus logros quedaron de manifiesto de forma más pronunciada en mercados americanos como Canadá y Estados Unidos, y oceánicos como Australia y Nueva Zelanda, donde fue un nuevo sencillo de Spears que figuró entre los diez primeros éxitos semanales. Paralelamente fue top 10 en mercados europeos como Dinamarca y Suecia, y top 20 en otros como Alemania, Austria, Finlandia, Irlanda, Noruega, el Reino Unido y Suiza, recibiendo certificaciones de oro y platino por sus ventas. En Estados Unidos debutó y alcanzó la tercera posición de la Billboard Hot 100, donde registró el mejor debut hecho hasta entonces por un sencillo de Spears y donde se convirtió en su séptimo éxito top 10.  Además fue número uno en las listas Digital Songs y Pop Songs de Billboard, y vendió 3 200 000 descargas en el país, hasta julio de 2016, siendo su segundo sencillo más vendido en formato digital.

#### «If U Seek Amy»
El tema «If U Seek Amy» fue lanzado como tercer sencillo de Circus el día viernes 13 de marzo, luego de que los fans lo escogieran como tal en una votación realizada en el sitio oficial BritneySpears.com. Sus lanzamientos fueron realizados entre marzo y mayo de 2009, periodo en el que también inició la gira The Circus Starring: Britney Spears. Con ello fue el primer sencillo de la cantante producido íntagramente por Max Martin, aunque en su octavo sencillo respaldado por él. En lo que respecta a la recepción de los críticos, «If U Seek Amy» fue el tema de Circus que más llamó su atención. Mientras algunos como Chris Williams de Billboard lo citaron como «otra obra maestra indiscutible del pop», por ser símbolo de la unión de Max Martin y Spears, otros como Mark Savage de la BBC lo catalogaron como un «intento desesperado por sorprender» y por «agitar los titulares» de los medios.

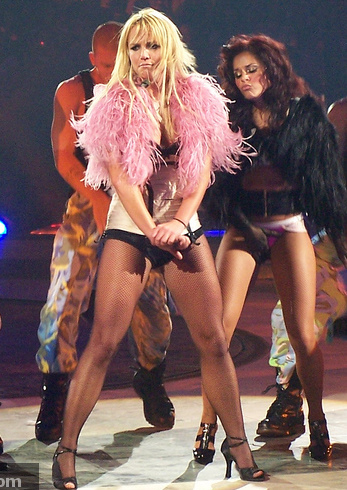
Britney Spears y sus bailarines durante el número de «If U Seek Amy» en su gira The Circus Starring: Britney Spears.

Su video musical fue dirigido por el británico Jake Nava, quien anteriormente dirigió un único video de la cantante, «My Prerogative» (2004). Su línea de historia muestra a una Spears provocativa, simulando orgías en la intimidad de su hogar y fingiendo ser una dueña de casa conservadora de los años 1950 frente a los paparazzi. Sus escenas fueron destacadas por los críticos, por combinar elementos de varias «encarnaciones» de videos anteriores de la cantante. De manera particular, Daniel Kreps de Rolling Stone señaló a modo de elogio:

Éste puede ser el primer video musical de Spears creado estrictamente con la moral laxa de internet en mente, un clip de bronce que no se ve en la necesidad de bajar al tono de su carácter explícito, lírica y visualemente, con el fin de obtener airplay.
Daniel Kreps de Rolling Stone

Previo a su lanzamiento, su letra y su título implícito «F.U.C.K. Me» desencadenaron una controversia en Australia, donde un grupo de padres de familia cuestionó el que Circus no incluyera el sello Parental Advisory, luego de escuchar a sus hijos menores de edad cantando su estribillo con contenido sexual implícito. No obstante, las controversias continuaron tras su lanzamiento. Fue entonces cuando la organización PTC lideró una campaña para impedir su emisión en las radios, argumentando que su contenido erótico podía ser escuchado por niños desde sus hogares. En respuesta, su transmisión continuó siendo realizada bajo una versión editada, «If U See Amy», la que omite el último fonema del verbo inglés fuck.
Pese a las controversias, «If U Seek Amy» fue un nuevo sencillo de Spears que figuró entre los diez primeros éxitos semanales en mercados como la Región Valona de Bélgica. Paralelamente, figuró entre los veinte primeros en mercados americanos como Canadá y los Estados Unidos, europeos como Irlanda, el Reino Unido, Suecia y la Región Flamenca, y oceánicos como Nueva Zelanda y Australia, donde además fue certificado de oro por sus ventas. En Estados Unidos alcanzó la décima novena posición de la lista Billboard Hot 100 y convirtió a Circus en el segundo álbum de Spears con tres sencillos top 20, después de su álbum debut ...Baby One More Time (1999). Según Nielsen SoundScan, hasta julio de 2016 vendió 1 300 000 descargas en el país, siendo el décimo sencillo de Spears más vendido en formato digital.

#### «Radar»
«Radar» fue el cuarto y último sencillo de Circus, pese a que en el año 2008 fue un sencillo promocional de Blackout. Sus lanzamientos fueron realizados entre junio y julio de 2009, período en el que se convirtió en el quinto sencillo de Spears producido por el dúo Bloodshy & Avant, aunque en el primero respaldado por el equipo The Clutch. Tras su inclusión en Blackout, los críticos le dieron una buena recepción, citándolo como una muestra «implacable» de la combinación de estilos dance-pop y electropop del álbum. No obstante, cuestionaron su lanzamiento como sencillo de Circus y sostuvieron que otras canciones debieron haber sido lanzadas en su lugar.

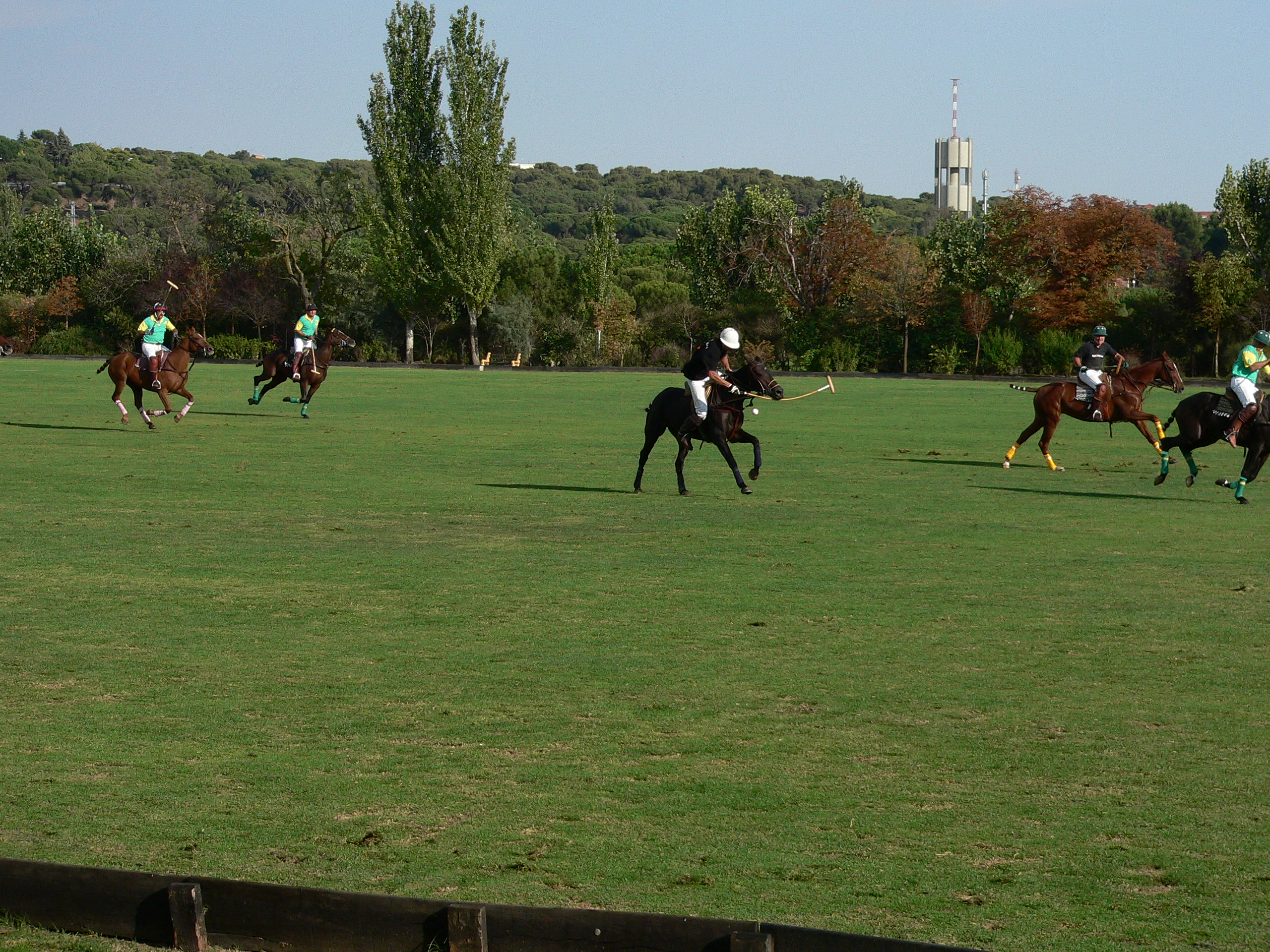
Buena parte del video musical de «Radar» se basa en una partida de polo en la que compiten los dos galanes de Spears.

Su video musical fue dirigido por el estadounidense Dave Meyers, quien anteriormente dirigió dos videos de la cantante, «Lucky» (2000) y «Boys» (2002). Su línea de historia se inspiró en «Take a Bow» de Madonna y mostró a Spears envuelta en un triángulo amoroso de la alta sociedad, en el que termina por fugarse con un jugador de polo y abandonar a su novio adinerado interpretado por el actor Ethan Erickson. Tras su estreno, recibió visualizaciones millonarias en Vevo y fue catalogado de «elegante» por los críticos, pero «poco original» y demasiado similar a los comerciales de perfumes de la cantante. Asimismo, lo tildaron de débil para el sencillo, pues «Radar» fue un tema original de Blackout que había sido conocido por más de un año y medio por la audiencia, antes de ser lanzado como sencillo de Circus.
La mala recepción de su lanzamiento culminó en un desempeño comercial considerablemente modesto. Ello quedó de manifiesto en mercados anglosajones como Australia, los Estados Unidos y el Reino Unido, donde registró algunos de los posicionamientos más bajos alcanzados por un sencillo de Spears. Contrario a ello, en Suecia se convirtió en su décimo noveno éxito top 10, cuando fue lanzado como sencillo promocional de Blackout en el año 2008. En Estados Unidos alcanzó la octogésima octava posición de la Billboard Hot 100 y fue el vigésimo tercer sencillo de Spears que figuró en la lista radial Pop Songs, donde la convirtió en la artista que tuvo más ingresos durante la primera década del 2000. Según Nielsen SoundScan, «Radar» vendió 481 000 descargas en el país, hasta julio de 2010.

### Canciones promocionales
Sucediendo los lanzamientos de los cuatro sencillos de Circus, la canción «Unusual You» fue lanzada como su único sencillo promocional en mercados como Francia, Australia y Nueva Zelanda, durante el segundo semestre del año 2009. Dado su lanzamiento como tal, ésta no contó con un video musical.
Previo a su lanzamiento, «Unusual You» ingresó a un ranking de Estados Unidos. Él fue el ranking discontinuado Pop 100, de la revista Billboard, en el que figuró por una única semana en la posición número ochenta. Su ingreso en él se debió a las ventas de descargas que experimentó al encontrarse disponible con la publicación de Circus. Otras canciones no lanzadas del álbum que ingresaron con «Unusual You» a dicho ranking fueron «Shattered Glass», «Lace and Leather» y «Mmm Papi», las cuales figuraron en sus posiciones número cincuenta y siete, ochenta y cuatro, noventa y cuatro, respectivamente. De ellas, su b-side «Shattered Glass» también ingresó a los rankings de ventas de descargas de Canadá y Estados Unidos, y alcanzó la posición número setenta del ranking Billboard Hot 100. Tras lo anterior, vendió ciento sesenta mil descargas en el país, hasta el 4 de agosto de 2010.

### Documental
El domingo 30 de noviembre de 2008, dos días antes del lanzamiento de Circus en los Estados Unidos, la cadena MTV emitió un documental de 90 minutos de duración titulado Britney: For the Record, el cual está centrado en el regreso de Britney Spears a la industria musical, después del período de problemas personales y profesionales que vivió la cantante.

### Presentaciones
El sábado 23 de agosto de 2008, Madonna dio inicio a su Sticky & Sweet Tour. Previo a ello, solicitó personalmente a Spears grabar un video para el número de una de las canciones del repertorio del mismo, «Human Nature». En respuesta, Spears aceptó y formó parte de él, a través de un video en el que se mostró encerrada en un ascensor en todas sus fechas. El jueves 6 de noviembre de 2008, la iniciativa llevó a que se uniera a Madonna en el espectáculo único del tour en Los Ángeles, a interpretar la canción. Todo, en un acontecimiento que representó su primera aparición pública en un escenario, desde su controversial presentación de «Gimme More» en los MTV Video Music Awards 2007. Con ello marcó el inicio de una serie de siete presentaciones promocionales de Circus —con dos como parte de un concierto— en los cinco mercados de música más grandes del mundo.

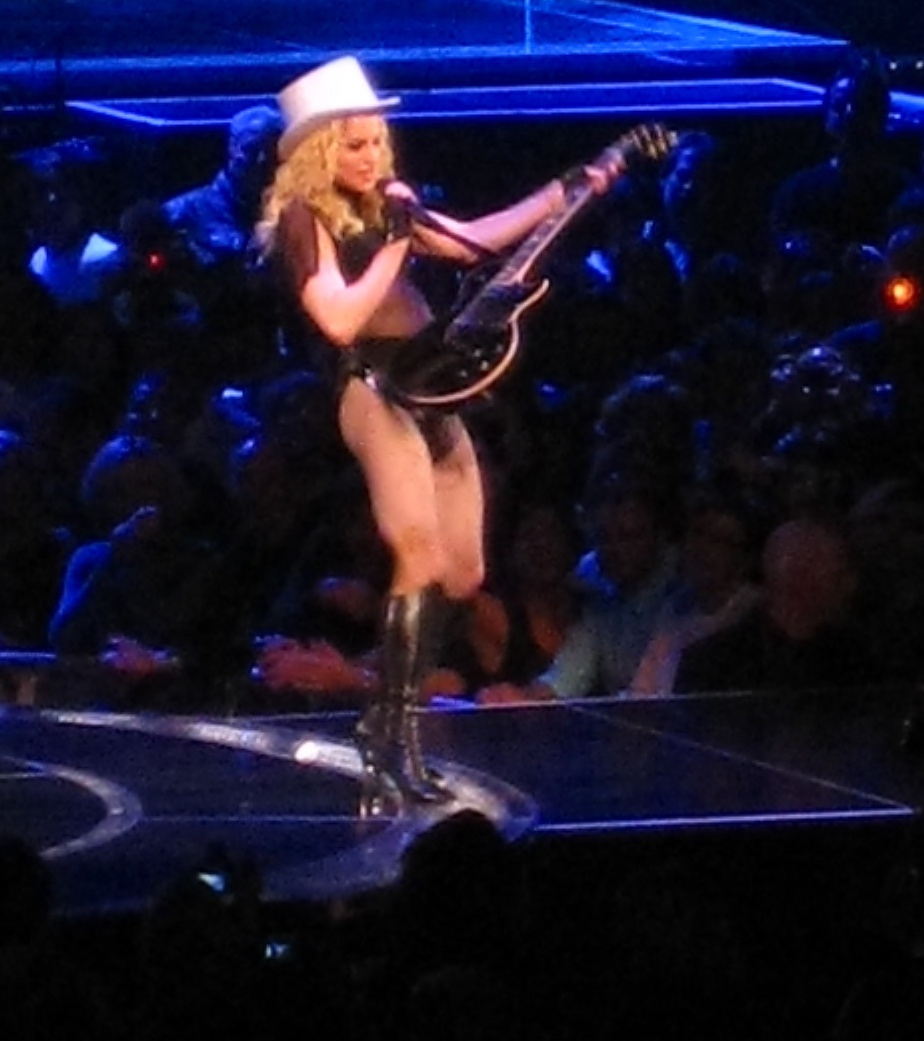
En la primera presentación promocional de Circus, Britney Spears utilizó una indumentaria inspirada en la que ocupó Madonna en el Sticky & Sweet Tour. Ello, luego de que esta última le manifestara su apoyo incondicional y la invitara a formar parte del número de «Human Nature».

La primera fue realizada el jueves 27 de noviembre de 2008, en la sextagésima edición de los Bambi Awards de Alemania, los cuales fueron realizados en Offenburg. En ella, Spears interpretó por primera vez a «Womanizer», en una puesta en escena inspirada en el mundo circense. Además, a modo de agradecimiento por su apoyo, utilizó una indumentaria prácticamente homóloga a una de las que ocupó Madonna en el Sticky & Sweet Tour, la que estuvo conformada por un sombrero, un body, guantes y botas de color negro. Tras su presentación, la cantante fue homenajeada con el premio Mejor Artista Pop Internacional, el que le fue entregado por el diseñador de moda Karl Lagerfeld, uno de los más influyentes de la segunda mitad del siglo XX, quien al momento de la entrega sostuvo:

Te admiro... no sólo por su arte, sino también por tu energía. Estás de regreso no sólo como un ave fénix, sino también como un ave del paraíso.
Karl Lagerfeld

Al día siguiente, la presentación fue catalogada como su «regreso triunfal a los escenarios» por los medios de comunicación. El mismo día, Spears realizó una presentación similar en París, en el programa de cantantes concursantes Star Academy, el más popular de Francia, donde rompió el récord de audiencia de la temporada, con casi 5,7 millones de televidentes, correspondiente a una cuota de mercado de un 25,8%. No obstante, su visita a Europa no acabó allí y al día siguiente se presentó en Londres, en el programa busca talentos The X Factor, el más exitoso del Reino Unido. En él fue homenajeada con el especial X Factor's Britney Spears Night, en el que todos los concursantes interpretaron sus canciones. Pese a que su uso de playback desencadenó una controversia por tratarse de un programa de talento, la presentación batió récords con alrededor de 12,8 millones de audiencia.
Tras su paso por Europa, Spears volvió a Nueva York y realizó un concierto en el Big Apply Circus del Lincoln Center. Ello, el martes 2 de diciembre de 2008, correspondiente al día de su cumpleaños número 27 y de la primera publicación del álbum en su país. El repertorio del concierto estuvo conformado por «Circus» —la que interpretó por primera vez— y «Womanizer», y transmitido por el programa matinal Good Morning America de la cadena ABC, el más visto en Estados Unidos. Dos semanas después, Spears viajó a Japón y se presentó en los programas Hey! Hey! Hey! y Best New Artist, donde realizó las últimas dos presentaciones promocionales de Circus, antes de dar inicio a su tour.

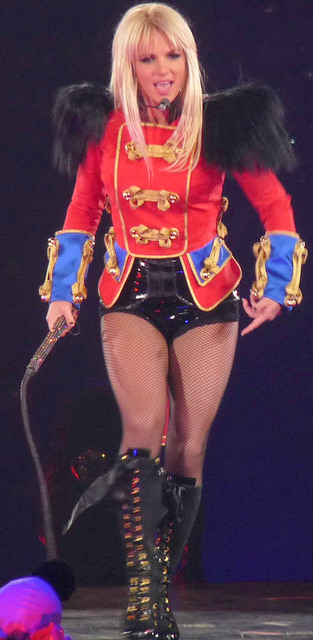
Britney Spears vestida como la líder de un circo durante el número de «Circus», la primera canción del repertorio de su sexto tour internacional, The Circus Starring: Britney Spears.

### Tour
Luego de entregar varios indicios, el martes 2 de diciembre de 2008, Spears confirmó que realizaría un tour internacional para promocionar a Circus. Aquel día anunció las primeras veintisiete fechas establecidas de sus espectáculos. Tiempo después dio a conocer su nombre, The Circus Starring: Britney Spears, el que fue producido por la empresa AEG Live y dirigido por Jamie King, quien anteriormente dirigió su Dream Within a Dream Tour y el Sticky & Sweet Tour de Madonna, correspondiente al tour de un artista solista más recaudador de la historia.
Su inicio fue realizado el martes 3 de marzo de 2009 en Nueva Orleans, la ciudad más grande del estado natal de la cantante, Luisiana. Con ello, arrancó como su sexto tour internacional y como el primero después de más de cuatro años y medio desde el último espectáculo de The Onyx Hotel Tour, cuya mitad debió ser cancelada, debido a que la cantante sufrió un accidente mientras rodaba el video musical de «Outrageous». Aun así, The Onyx Hotel Tour fue uno de los tours más recaudadores del año 2004, con $34 000 000. No obstante, The Circus Starring: Britney Spears también sucedió al The M+M's Tour, correspondiente a una serie de seis conciertos realizados en el mes de mayo de 2007, únicamente en Estados Unidos.
Por su parte, The Circus Starring: Britney Spears contó con tres etapas que se realizaron entre el martes 3 de marzo y el domingo 29 de noviembre de 2009. La primera fue su etapa en América del Norte, donde recorrió a los Estados Unidos y Canadá hasta principios de mayo. La segunda fue su etapa en Europa, la que fue realizada entre los meses de junio y julio, y la que comprendió al Reino Unido, Irlanda, Francia, Bélgica, Dinamarca, Suecia, Finlandia, Rusia y Alemania, respectivamente. La tercera fue una segunda etapa en América del Norte, donde volvió a recorrer los mismos países iniciales entre agosto y septiembre. Su etapa final fue realizada en el mes de noviembre en Australia, país que recibió por primera vez a un tour de Spears.
Sus actos de apertura incluyeron a una gama variada de artistas, incluyendo al circo neoyorkino Big Apple Circus, el que se presentó en todos sus espectáculos. Otros fueron la cantante Ciara, en Londres, la banda Cascada, en Berlín, y la agrupación femenina más exitosa de la segunda mitad de la década, The Pussycat Dolls, en su etapa inicial en América del Norte. Los números escenógrafos y coreógrafos de Spears, estuvieron inspirados en el mundo circense y divididos en cuatro actos, los cuales se desarrollaron en tres plataformas circulares que permitían una visión en los 360°. Ellos incluyeron docenas de cambios de vestuario, fuegos artificiales y numerosos bailarines y acróbatas, así como también al mago Ed Alonso, en rutinas en vivo, y un video introductorio en el que Spears disparaba una ballesta en contra del bloguero sensacionalista Perez Hilton, vestido como la reina Isabel I de Inglaterra.
En cuanto a su recepción, los críticos le describieron como un tour «deslumbrante», respaldado por su costosa producción de $50 000 000. No obstante, cuestionaron su uso de playback. Con todo, la audiencia le brindó una demanda masiva a sus entradas, las que en Estados Unidos fueron vendidas en su totalidad. Asimismo, en Europa fueron unas de las vendidas más rápidamente en la historia de los registros y en Australia rompieron el récord de la mayor cantidad vendida para un evento en la Acer Arena de Sídney. En suma, The Circus Starring: Britney Spears se alzó como el quinto tour más recaudador del año 2009, con $131 800 000 recaudados en noventa y siete espectáculos. Según el presidente de AEG Live, John Meglen, todo le llevó a convertirse en uno de los tours más grandes y exitosos de la primera década del 2000.

## Trayectoria comercial
Circus vendió 4 millones de copias alrededor del mundo. Conforme a la organización IFPI, las ventas que registró sólo en el mes de diciembre de 2008 le bastaron para alzarse como el décimo quinto álbum más vendido durante todo aquel año a nivel mundial. Superó las ventas de Blackout por una diferencia de más de un millón de copias, y consolidó la presencia de Spears en los rankings. Todo, siguiendo las tendencias contemporáneas de la industria de la música, que incluyen una disminución progresiva de la demanda de álbumes y un incremento sostenido de la demanda de canciones a través de la compra y venta de descargas.
En América Anglosajona debutó como un nuevo éxito número uno en ventas en Canadá y los Estados Unidos, países en los que se convirtió, simultáneamente, en el quinto álbum número uno de Spears. De acuerdo con Nielsen SoundScan, vendió cincuenta y un mil copias durante su semana de publicación en Canadá, con lo que registró el segundo debut de mayor volumen de ventas registrado por un álbum de la cantante, después de Oops!... I Did It Again, el que vendió noventa y cinco mil copias durante su primera semana. Acto seguido, Circus fue certificado como triple disco de platino por la organización canadiense CRIA, luego de vender doscientas cuarenta mil copias. Por su parte, en América Latina fue certificado como disco de oro en Argentina y México por las organizaciones CAPIF y AMPROFON, tras vender veinte mil y cuarenta mil copias, respectivamente.
En Europa también se convirtió en un éxito número uno en ventas. Ello, luego de registrar debuts y posicionamientos como tal en Suiza, número dos y número tres en Irlanda y Francia, respectivamente, y número cuatro en Dinamarca, el Reino Unido y la Región Valona de Bélgica. Además, se convirtió en un top 10 en mercados como Alemania, Austria, España, Italia, los Países Bajos y la Región Flamenca, y en un top 20 en otros como Finlandia y Suecia. Sus ventas elevadas le llevaron a ser certificado de doble disco de platino en Rusia, disco de platino en Irlanda y disco de oro en Bélgica, Grecia, Hungría, Polonia y Suiza. No obstante, algunos de sus mayores volúmenes de ventas fueron certificados en los tres mercados más grandes de Europa: Alemania, el Reino Unido y Francia. En el segundo fue certificado de disco de platino por BPI, tras vender trescientas mil copias, mientras que en Alemania y Francia fue certificado como disco de oro por las organizaciones IFPI y SNEP, luego de vender cien mil y setenta y cinco mil copias, respectivamente.
Por su parte, en Asia también registró logros comerciales. De acuerdo con la empresa Oricon, debutó como un éxito número cinco en ventas en Japón, el segundo mercado de música más grande a nivel mundial. Acto seguido, vendió cien mil copias y fue certificado como disco de oro por RIAJ, con lo que se convirtió en el quinto álbum más exitoso de Spears en el país. Certificación homóloga le fue otorgada por IFPI, luego de vender más de tres mil copias en seis de los mercados de Oriente Medio, correspondientes a Arabia Saudita, Baréin, Emiratos Árabes Unidos, Kuwait, Omán y Catar. Paralelamente, en Oceanía fue un éxito top 10 en ventas en mercados como Nueva Zelanda, donde recibió la certificación de disco de platino de RIANZ, y Australia, donde fue certificado como doble disco de platino por la organización ARIA, luego de vender ciento cuarenta mil copias.
Desempeño comercial en Estados Unidos
De acuerdo a los especialistas, Circus vendería a lo más cuatrocientas cincuenta mil copias en Estados Unidos, durante su semana de publicación. No obstante, el período involucrado de sondeo de ventas culminó, y el álbum vendió quinientas cinco mil copias, superando ampliamente las expectativas, de acuerdo al sistema Nielsen SoundScan. Sus ventas elevadas convirtieron a Spears en la única artista en la historia del sistema que ha hecho que cuatro de sus álbumes registren ventas superiores al medio millón de copias en sus semanas de publicación. Todo, luego de que sus álbumes Oops!... I Did It Again, Britney e In the Zone registraran ventas iniciales de un millón trescientas mil copias, setecientas cuarenta y seis mil copias y seiscientas nueve mil copias, respectivamente. Con dichas ventas, Circus debutó como el quinto álbum número uno de Spears en Estados Unidos y como el primero después de más de cinco años desde que In the Zone debutó como tal. Todo, siguiendo al debut número dos que registró Blackout el año anterior, luego de un controversial cambio de políticas realizado a último minuto por Billboard, el que le convirtió en su único álbum de estudio que no debutó como un éxito número uno en ventas en el país.

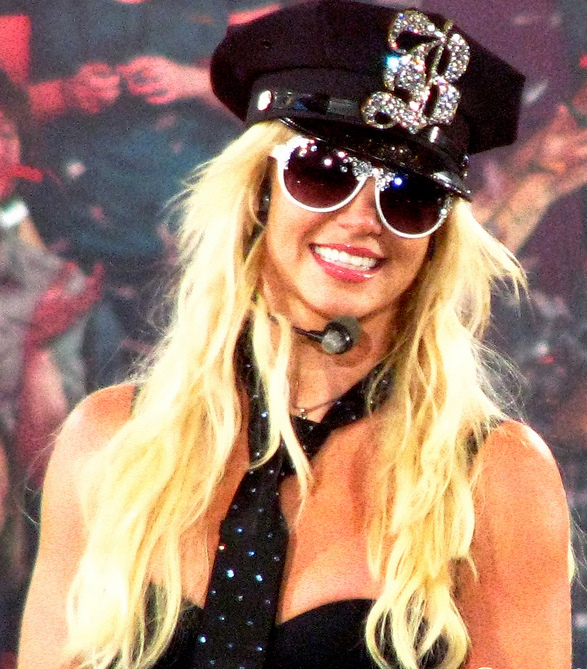
Britney Spears durante un número de su tour The Circus Starring: Britney Spears.

Por su parte, el debut de Circus aconteció a través de su arribo a la edición del sábado 20 de diciembre de 2008 del ranking de ventas Billboard 200, el más importante de Estados Unidos. Con el logro, Spears se alzó como una de las cinco artistas femeninas con más álbumes número uno en la historia del país, después de Barbra Streisand, Madonna, Mariah Carey y Janet Jackson. Para entonces, la primera y la segunda tenían ocho y siete números uno, respectivamente, y las dos últimas tenían seis. El imponente debut de Circus fue catalogado por el sello Jive Records como un manifiesto del apoyo incondicional de los fans de Spears. A su vez, Larry Rudolph declaró:

Creo que Britney es la «Princesa del Pop» de Estados Unidos y del mundo, y esto no hace más que confirmárselo a todos los que lo dudaron.
Larry Rudolph

De sus ventas iniciales, ciento dieciocho mil fueron copias digitales, las cuales le hicieron debutar como el segundo éxito número uno de Spears en el ranking Digital Albums de Billboard, después de Blackout —sus seis primeros álbumes antecedieron al surgimiento del ranking y a la consolidación de la era digital—. Ello entonces le alzó como el segundo álbum de una artista femenina más vendido digitalmente durante su semana de publicación, después del superventas Fearless de Taylor Swift, el que vendió sólo once mil copias más. Después de este último, Circus también registró el segundo debut femenino de mayor volumen de ventas del año 2008. En la misma edición de Billboard, su antecesor Blackout y casi todas sus canciones ingresaron a los rankings de la revista. Al respecto, sus canciones fueron lideradas por los imponentes ingresos de su sencillo «Circus» en las posiciones número uno y número tres de los rankings Digital Songs y Billboard Hot 100, respectivamente. Dado que en dicha edición «Womanizer» se ubicó en la posición número diez de este último, Spears registró dos sencillos top 10 simultáneos por primera vez en su carrera.

De acuerdo a Billboard, con Circus Britney Spears se alzó como la única artista en la historia de Nielsen SoundScan que ha hecho debutar a cuatro álbumes con ventas superiores al medio millón de copias.

Tras su debut, vendió un millón ciento cuatro mil copias durante el mes de diciembre de 2008, alzándose como el álbum más vendido durante aquel período en Estados Unidos. Luego, el jueves 29 de enero de 2009, fue certificado como disco de platino por la asociación RIAA, a modo de acreditación de un millón de copias comercializadas. Con ello, Spears acumuló treinta y dos millones de copias de álbumes certificadas por la RIAA y consolidó su lugar como la octava artista femenina más exitosa en la historia de la industria de la música de Estados Unidos, después de las veteranas Barbra Streisand, Madonna, Mariah Carey, Whitney Houston, Céline Dion, Shania Twain y Reba McEntire.
En suma, de acuerdo a la revista Billboard, Circus permaneció durante nueve semanas consecutivas entre los diez álbumes más vendidos en el país. Asimsimo, de acuerdo con Nielsen SoundScan, vendió un millón setecientas mil copias en Estados Unidos, hasta principios de 2019. Con ello se convirtió en el quinto álbum de estudio de mayor éxito comercial de Spears en el país, después de ...Baby One More Time, Oops!... I Did It Again, Britney e In the Zone, y como el sexto álbum más vendido durante todo el año 2009 en Estados Unidos.

## Listado de canciones
- Edición estándar

| Circus |                    |                                |          |  |
| N.º    | Título             | Productor(es)                  | Duración |  |
| 1.     | «Womanizer»        | The Outsyders                  | 03:44    |  |
| 2.     | «Circus»           | Dr. Luke & Benny Blanco        | 03:12    |  |
| 3.     | «Out from Under»   | Guy Sigsworth                  | 03:53    |  |
| 4.     | «Kill the Lights»  | Danja                          | 03:59    |  |
| 5.     | «Shattered Glass»  | Dr. Luke & Benny Blanco        | 02:52    |  |
| 6.     | «If U Seek Amy»    | Max Martin                     | 03:36    |  |
| 7.     | «Unusual You»      | Bloodshy & Avant               | 04:21    |  |
| 8.     | «Blur»             | Danja                          | 03:07    |  |
| 9.     | «Mmm Papi»         | Let's Go to War                | 03:22    |  |
| 10.    | «Mannequin»        | Rob Knox & Harvey Mason, Jr.   | 04:06    |  |
| 11.    | «Lace and Leather» | Dr. Luke & Benny Blanco*       | 02:47    |  |
| 12.    | «My Baby»          | Guy Sigsworth                  | 03:18    |  |
| 13.    | «Radar»            | Bloodshy & Avant & The Clutch* | 03:48    |  |
| 46:05  |                    |                                |          |  |

| Circus |           |                  |          |  |
| N.º    | Título    | Productor(es)    | Duración |  |
| 14.    | «Amnesia» | Fernando Garibay | 03:56    |  |
| 50:01  |           |                  |          |  |

- Edición de lujo
  - Formato digital

| Circus (Deluxe Version) — Descarga |                                                                            |               |          |  |
| N.º                                | Título                                                                     | Productor(es) | Duración |  |
| 14.                                | «Rock Me in»                                                               | Greg Kurstin  | 03:17    |  |
| 15.                                | «Phonography»                                                              | The Clutch    | 03:33    |  |
| 16.                                | «The Making of Circus Album Including an Exclusive Interview with Britney» |               | 09:31    |  |
| 17.                                | «Womanizer» (Director's Cut)                                               |               | 03:45    |  |
| 64:00                              |                                                                            |               |          |  |

- - Formato CD & DVD

| Circus (Deluxe Version) — CD |                    |                                |          |  |
| N.º                          | Título             | Productor(es)                  | Duración |  |
| 1.                           | «Womanizer»        | The Outsyders                  | 03:43    |  |
| 2.                           | «Circus»           | Dr. Luke & Benny Blanco        | 03:12    |  |
| 3.                           | «Out from Under»   | Guy Sigsworth                  | 03:53    |  |
| 4.                           | «Kill the Lights»  | Danja                          | 03:59    |  |
| 5.                           | «Shattered Glass»  | Dr. Luke & Benny Blanco        | 02:52    |  |
| 6.                           | «If U Seek Amy»    | Max Martin                     | 03:36    |  |
| 7.                           | «Unusual You»      | Bloodshy & Avant               | 04:21    |  |
| 8.                           | «Blur»             | Danja                          | 03:08    |  |
| 9.                           | «Mmm Papi»         | Let's Go to War                | 03:22    |  |
| 10.                          | «Mannequin»        | Rob Knox & Harvey Mason, Jr.   | 04:06    |  |
| 11.                          | «Lace and Leather» | Dr. Luke & Benny Blanco*       | 02:50    |  |
| 12.                          | «My Baby»          | Guy Sigsworth                  | 03:21    |  |
| 13.                          | «Radar»            | Bloodshy & Avant & The Clutch* | 03:49    |  |
| 14.                          | «Rock Me in»       | Greg Kurstin                   | 03:17    |  |
| 15.                          | «Phonography»      | The Clutch                     | 03:35    |  |
| 53:04                        |                    |                                |          |  |

| Circus (Deluxe Version) — DVD |                                                                            |          |  |
| N.º                           | Título                                                                     | Duración |  |
| 1.                            | «The Making of Circus Album Including an Exclusive Interview with Britney» | 09:31    |  |
| 2.                            | «Womanizer» (Director's Cut)                                               | 03:45    |  |
| 3.                            | «Phothographic Gallery»                                                    |          |  |
| 13:16                         |                                                                            |          |  |

Notas
- «*» indica crédito como coproductor de la canción.
- Los bonus tracks «Trouble», «Quicksand» y «Rock Boy» fueron exclusivos de algunas tiendas digitales.

## Rankings
Semanales
| Región            | Ranking         | Primera semana | Posición de ingreso | Mejor posición | Semanas en la mejor posición | Semanas en el ranking | Última semana | Ref.    |
| América del Norte |                 |                |                     |                |                              |                       |               |         |
| Canadá            | Canadian Albums | 20-12-2008     | 1                   | 1              | 2                            | 18                    | 18-04-2009    | [ 105 ] |
| Estados Unidos    | Billboard 200   | 20-12-2008     | 1                   | 1              | 1                            | 42                    | 03-10-2009    | [ 106 ] |
| Estados Unidos    | Digital Albums  | 20-12-2008     | 1                   | 1              | 1                            | 12                    | 04-04-2009    | [ 134 ] |
| Europa            |                 |                |                     |                |                              |                       |               |         |
| Alemania          | Top 50 álbumes  | 13-12-2008     | 9                   | 9              | 1                            | 15                    | 21-03-2009    | [ 12 ]  |
| Austria           | Top 75 álbumes  | 12-12-2008     | 9                   | 9              | 1                            | 15                    | 24-04-2009    | [ 135 ] |
| Bélgica (Flandes) | Top 100 álbumes | 06-12-2008     | 24                  | 7              | 1                            | 38                    | 22-08-2009    | [ 136 ] |
| Bélgica (Valonia) | Top 100 álbumes | 06-12-2008     | 10                  | 4              | 1                            | 41                    | 12-09-2009    | [ 137 ] |
| Dinamarca         | Top 40 álbumes  | 12-12-2008     | 5                   | 4              | 1                            | 17                    | 17-07-2009    | [ 138 ] |
| España            | Top 100 álbumes | 07-12-2008     | 10                  | 10             | 1                            | 11                    | 08-02-2009    | [ 139 ] |
| Europa            | European Albums | 13-12-2008     | 41                  | 1              | 1                            | 16                    | 28-03-2009    | [ 140 ] |
| Finlandia         | Top 40 álbumes  | 10-12-2008     | 19                  | 16             | 1                            | 7                     | 21-01-2009    | [ 141 ] |
| Francia           | Top 200 álbumes | 29-11-2008     | 5                   | 3              | 1                            | 54                    | 27-02-2010    | [ 142 ] |
| Irlanda           | Top 75 álbumes  | 04-12-2008     | 2                   | 2              | 1                            | 32                    | 16-07-2009    | [ 12 ]  |
| Italia            | Top 100 álbumes | 25-11-2008     | 9                   | 9              | 1                            | 14                    | 24-12-2009    | [ 12 ]  |
| Noruega           | Top 40 álbumes  | 09-12-2008     | 21                  | 21             | 1                            | 5                     | 06-01-2009    | [ 143 ] |
| Países Bajos      | Top 100 álbumes | 06-12-2008     | 10                  | 10             | 1                            | 12                    | 21-02-2009    | [ 144 ] |
| Polonia           | Top 50 álbumes  | 15-12-2008     | 35                  | 32             | 1                            | 9                     | 16-02-2009    | [ 12 ]  |
| Portugal          | Top 30 álbumes  | 08-12-2008     | 28                  | 28             | 1                            | 2                     | 15-12-2008    | [ 145 ] |
| Reino Unido       | Top 75 álbumes  | 07-12-2008     | 4                   | 4              | 1                            | 18                    | 14-06-2009    | [ 12 ]  |
| Suecia            | Top 60 álbumes  | 04-12-2008     | 24                  | 19             | 2                            | 11                    | 13-02-2009    | [ 146 ] |
| Suiza             | Top 100 álbumes | 14-12-2008     | 1                   | 1              | 1                            | 16                    | 05-04-2009    | [ 147 ] |
| Australasia       |                 |                |                     |                |                              |                       |               |         |
| Australia         | Top 50 álbumes  | 14-12-2008     | 3                   | 3              | 1                            | 23                    | 29-11-2009    | [ 148 ] |
| Nueva Zelanda     | Top 40 álbumes  | 08-12-2008     | 8                   | 6              | 1                            | 18                    | 06-04-2009    | [ 149 ] |
| América Latina    |                 |                |                     |                |                              |                       |               |         |
| México            | Top 100 álbumes | 02-12-2008     | 3                   | 3              | 1                            | 29                    | 28-07-2009    | [ 150 ] |

| Predecesor: Chinese Democracy de Guns N' Roses | Top 100 álbumes — Álbum N.º 1 14 de diciembre de 2008 — 20 de diciembre de 2008 | Sucesor: Z'läbe fägt de Gölä                              |
| Predecesor: Chinese Democracy de Guns N' Roses | Canadian Albums — Álbum N.º 1 20 de diciembre de 2008 — 26 de diciembre de 2008 | Sucesor: Dark Horse de Nickelback                         |
| Predecesor: 808s & Heartbreak de Kanye West    | Billboard 200 — Álbum N.º 1 20 de diciembre de 2008 — 26 de diciembre de 2008   | Sucesor: Fearless de Taylor Swift                         |
| Predecesor: 808s & Heartbreak de Kanye West    | Digital Albums — Álbum N.º 1 20 de diciembre de 2008 — 26 de diciembre de 2008  | Sucesor: A Charlie Brown Christmas de Vince Guaraldi Trio |
| Predecesor: Chinese Democracy de Guns N' Roses | European Albums — Álbum N.º 1 20 de diciembre de 2008 — 26 de diciembre de 2008 | Sucesor: Black Ice de AC/DC                               |

Anuales
| País              | Ranking        | Posición |
| ----------------- | -------------- | -------- |
| América           |                |          |
| Estados Unidos    | Billboard 200  | 24       |
| México            | Top 100 Albums | 44       |
| Europa            |                |          |
| Bélgica (Valonia) | Top 100 Albums | 96       |
| Reino Unido       | Top 200 Albums | 61       |
| Suecia            | Top 100 Albums | 86       |
| Oceanía           |                |          |
| Australia         | Top 100 Albums | 25       |
| Nueva Zelanda     | Top 50 Albums  | 36       |

| País/Continente   | Ranking        | Posición |
| ----------------- | -------------- | -------- |
| América           |                |          |
| Canadá            | Top 50 Albums  | 5        |
| Estados Unidos    | Billboard 200  | 6        |
| México            | Top 100 Albums | 51       |
| Europa            |                |          |
| Austria           | Top 75 Albums  | 66       |
| Bélgica (Flandes) | Top 100 Albums | 63       |
| Bélgica (Valonia) | Top 100 Albums | 40       |
| Europa            | Top 100 Albums | 44       |
| Reino Unido       | Top 200 Albums | 139      |
| Suiza             | Top 100 Albums | 94       |
| Oceanía           |                |          |
| Australia         | Top 100 Albums | 47       |

## Certificaciones
| Región            | Organismo certificador | Certificación              | Ventas certificadas | Simbolización | Ref.    |
| América del Norte |                        |                            |                     |               |         |
| Canadá            | CRIA                   | Cuádruple disco de platino | 320 000             |               | [ 108 ] |
| Estados Unidos    | RIAA                   | Triple disco de platino    | 3 000 000           |               | [ 15 ]  |
| Europa            |                        |                            |                     |               |         |
| Alemania          | IFPI Alemania          | Disco de oro               | 100 000             |               | [ 115 ] |
| Bélgica           | IFPI Bélgica           | Disco de platino           | 40 000              |               | [ 166 ] |
| Francia           | SNEP                   | Disco de oro               | 75 000              |               | [ 116 ] |
| Grecia            | IFPI Grecia            | Disco de oro               | 7 500               |               | [ 167 ] |
| Hungría           | Mahasz                 | Disco de oro               | 7 500               |               | [ 168 ] |
| Irlanda           | IRMA                   | Disco de platino           | 15 000              |               | [ 169 ] |
| Polonia           | ZPVA                   | Disco de oro               | 10 000              |               | [ 170 ] |
| Reino Unido       | BPI                    | Disco de platino           | 300 000             |               | [ 114 ] |
| Rusia             | IFPI Rusia             | Cuádruple disco de platino | 80 000              |               | [ 171 ] |
| Suiza             | IFPI Suiza             | Disco de oro               | 15 000              |               | [ 172 ] |
| Asia              |                        |                            |                     |               |         |
| Arabia Saudita    | IFPI                   | Disco de oro               | 3 000               |               | [ 173 ] |
| Japón             | RIAJ                   | Disco de oro               | 100 000             |               | [ 174 ] |
| Australasia       |                        |                            |                     |               |         |
| Australia         | ARIA                   | Triple disco de platino    | 210 000             |               | [ 175 ] |
| Nueva Zelanda     | RIANZ                  | Disco de platino           | 15 000              |               | [ 176 ] |
| América Latina    |                        |                            |                     |               |         |
| Argentina         | CAPIF                  | Disco de platino           | 40 000              |               | [ 177 ] |
| México            | AMPROFON               | Disco de oro               | 40 000              |               | [ 109 ] |

Notas
- Las ventas certificadas en Arabia Saudita, representan al total de las ventas certificadas en seis países de Oriente Medio: Arabia Saudita, Baréin, Emiratos Árabes Unidos, Kuwait, Omán y Catar.
- Las ventas certificadas están basadas en los criterios utilizados por las respectivas organizaciones musicales hasta el año 2010. Por su parte, éstas no representan, necesariamente, las ventas totales vendidas por Circus en cada división territorial.[178]

## Créditos
| Circus       |                    |                              | |
| 1            | «Womanizer»        | The Outsyders                | - Escritura: Nikesha Briscoe & Rafael Akinyemi - Grabación: Brendan Dekora & Bojan «Genius» Dugic - Asistencia de grabación: Derik Lee - Mezcla: Serban Ghenea - Ingeniería adicional de Pro Tools: John Hanes - Asistencia de ingeniería adicional de Pro Tools: Tim Roberts - Grabación adicional: Jim Beanz & Marcella «Ms. Lago» Araica |
| 2            | «Circus»           | Dr. Luke & Benny Blanco      | - Escritura: Lukasz Gottwald, Benjamin Levin & Claude Kelly - Grabación: Emily Wright, Matt Beckly & Sam Holland - Tambores, teclados y programación: Benny Blanco & Lukasz Gottwald - Mezcla: Serban Ghenea - Asistencia de ingeniería adicional de Pro Tools: Tim Roberts - Ingeniería adicional de Pro Tools: John Hanes - Guitarra: Lukasz Gottwald - Asistencia de grabación: Chad Carlisle, Chris Kasych, Eric Weaver & Tatiana Gottwald - Edición vocal: Emily Wright & Matt Beckly - Respaldos vocales: Cathy Dennis, Claude Kelly, Myah Marie                    |
| 3            | «Out from Under»   | Guy Sigsworth                | - Escritura: Arnthor Birgisson, Wayne Hector & Shelly Peiken - Grabación y mezcla: Andy Page - Guitarra eléctrica, guitarra acústica y sintetizador: Andy Page - Asistencia de grabación y mezcla: Valente Torrez - Cuerdas, teclados, muestreos: Guy Sigsworth - Programación de tambor: Andy Page & Guy Sigsworth - Respaldos vocales: Leah Haywood |
| 4            | «Kill the Lights»  | Danja                        | - Escritura: Nathaniel Hills, James Washington, Marcella Araica & Luke Boyd - Grabación y mezcla: Marcella «Ms. Lago» Araica - Asistencia de grabación y mezcla: Jared Newcomb - Edición de Pro Tools: Ron Taylor - Producción vocal: Jim Beanz |
| 5            | «Shattered Glass»  | Dr. Luke & Benny Blanco      | - Escritura: Lukasz Gottwald, Benjamin Levin & Claude Kelly - Grabación: Emily Wright & Sam Holland - Tambores, teclados y programación: Benny Blanco & Lukasz Gottwald - Mezcla: Serban Ghenea - Asistencia de ingeniería adicional de Pro Tools: Tim Roberts - Ingeniería adicional de Pro Tools: John Hanes - Producción vocal adicional: Claude Kelly - Guitarra: Lukasz Gottwald - Edición vocal: Emily Wright - Respaldos vocales: Claude Kelly, Windy Wagner - Asistencia de producción vocal adicional: Aniela Gottwald, Chris Kasych, Eric Eylands & Eric Weaver |
| 6            | «If U Seek Amy»    | Max Martin                   | - Escritura: Max Martin; Alexander Kronlund, Savan Kotecha & Shellback - Grabación: Seth Waldmann - Mezcla: Serban Ghenea - Asistencia de ingeniería adicional de Pro Tools: Tim Roberts - Ingeniería adicional de Pro Tools: John Hanes - Asistencia de grabación adicional: Eric Eylands - Programación: Max Martin & Shellback - Respaldos vocales: Britney Spears, Kinnda, Max Martin |
| 7            | «Unusual You»      | Bloodshy & Avant             | - Escritura: Christian Karlsson, Pontus Winnberg, Henrik Jonback, Candice Nelson & Kasia Livingston - Grabacón: Andrew Wyatt, Avant, Bloodshy & Henrik Jonback - Mezcla: Anders Hvenare & Bloodshy & Avant - Guitarra adicional: Henrik Jonback - Programación: Bloodshy & Avant - Respaldos vocales: Kasia Livingston - Teclados, bajo, guitarra: Bloodshy & Avant |
| 8            | «Blur»             | Danja                        | - Escritura: Nathaniel Hills, Marcella Araica & Stacy Barthe - Grabación y mezcla: Marcella «Ms. Lago» Araica - Asistencia de grabación y mezcla: Jared Newcomb - Edicicón de Pro Tools: Ron Taylor - Respaldos vocales: Luke Boyd |
| 9            | «Mmm Papi»         | Let's Go to War              | - Escritura: Nicole Morier, Adrien Gough, Henry Walter, Peter-John Kerr & Britney Spears - Grabación: Henry Walter - Mezcla: Tony Maserati - Producción vocal: Nicole Morier - Asistencia de grabación adicional: Eric Eylands - Guitarra: Chris Worthy & Chris Worthy - Grabación adicional: Eric Weaver - Respaldos vocales: Nicole Morier - Música y programación: Let's Go to War |
| 10           | «Mannequin»        | Rob Knox & Harvey Mason, Jr. | - Escritura: James Fauntleroy II, Rob Knox, Harvey Mason, Jr. & Britney Spears - Grabación: Andrew Hey & Dabling Harward - Mezcla: Harvey Mason Jr. - Grabación adicional: David Boyd - Coordinación de producción: Angela N. Golightly & David «Touch» Wright |
| 11           | «Lace and Leather» | Dr. Luke                     | - Coproducción: Benny Blanco - Escritura: Lukasz Gottwald, Benjamin Levin, Ronnie Jackson & Frankie Storm - Grabación: Emily Wright & Sam Holland - Tambores, teclados y programación: Benny Blanco & Lukasz Gottwald - Mezcla: Serban Ghenea - Asistencia de ingeniería adicional de Pro Tools: Tim Roberts - Ingeniería adicional de Pro Tools: John Hanes - Guitarra: Lukasz Gottwald - Asistencia de grabación: Aniela Gottwald, Eric Eylands & Eric Weaver - Edición vocal: Emily Wright - Respaldos vocales: Debi Nova, Kesha Sebert                                |
| 12           | «My Baby»          | Guy Sigsworth                | - Escritura: Guy Sigsworth & Britney Spears - Asistencia de grabación y mezcla: Brendan Dekora - Grabación y mezcla: Andy Page - Guitarra acústica, guitarra eléctrica, piano, cuerdas, sintetizador, tambor y programación: Andy Page |
| Bonus tracks |                    |                              | |
| 13           | «Radar»            | Bloodshy & Avant             | - Coproducción: The Clutch - Escritura: Balewa Muhammad, Candice Nelson, Christian Karlsson, Ezekiel Lewis, Henrik Jonback, Patrick J. Que Smith & Pontus Winnberg - Grabación: Bloodshy & Avant - Mezcla: Niklas Flyckt - Bajo y guitarra: Henrik Jonback - Respaldos vocales: Candice Nelson |
| 14           | «Rock Me in»       | Greg Kurstin                 | - Grabación, teclados, guitarra, bajo y programación: Greg Kurstin - Escritura: Britney Spears, Greg Kurstin & Nicole Morier - Voces adicionales y respaldos vocales: Nicole Morier - Grabación vocal: Brendan Dekora |
| 15           | «Phonography»      | The Clutch                   | - Escritura: Balewa Muhammad, Candice Nelson, Christian Karlsson, Ezekiel «Zeke» Lewis, Henrik Jonback, Patrick «J. Que» Smith & Pontus Winnberg - Grabación, bajo y guitarra: Henrik Jonback - Asistencia de ingeniería: Mack Burkhart - Bajo y guitarra adicionales: Bloodshy & Avant - Respaldos vocales: Candice Nelson - Mezcla: Tony Maserati |
| 16           | «Amnesia»          | Fernando Garibay             | - Escritura: Fernando Garibay, Stefani Germanotta & Kasia Livingston - Grabación: Christian Delano - Asistencia de grabación: George Gumbs - Respaldos vocales: Kasia Livingston & Stefani Germanotta - Instrumentación, programación y arreglos: Fernando Garibay |
| #            | «Quicksand»        | Fernando Garibay             | - Escritura: Fernando Garibay & Stefani Germanotta - Respaldos vocales: Kasia Livingston & Stefani Germanotta |
| #            | «Trouble»          | Bloodshy & Avant             | - Escritura: Balewa Muhammad, Candice Nelson, Christian Karlsson, Ezekiel «Zeke» Lewis, Henrik Jonback, Patrick «J. Que» Smith & Pontus Winnberg |
| #            | «Rock Boy»         | Danja                        | - Escritura: Marcella Araica, Nathaniel Hills, Tina Parol & Michael John Shimshack |

- Fuente:[179]

## Outtakes
«Telephone»

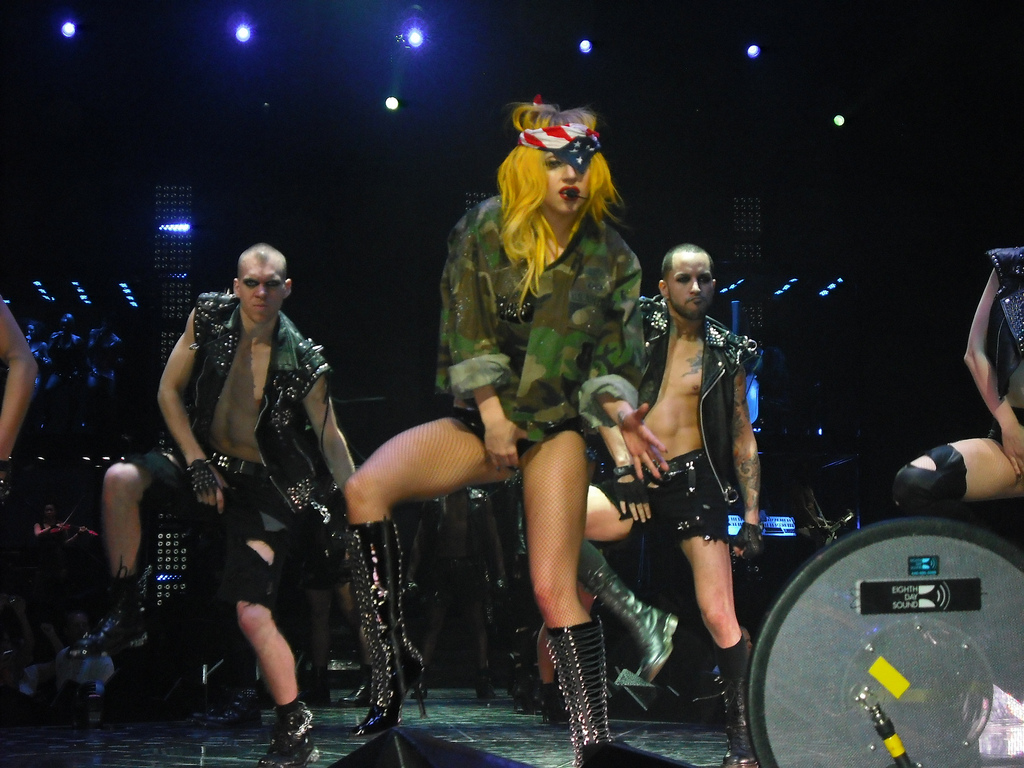
"Telephone" de Lady Gaga con Beyoncé, originalmente había sido creada para Circus.

A principios del año 2008, el experimentado compositor y productor estadounidense Rodney "Darkchild" Jerkins declaró que se encontraba trabajando en canciones para el sexto álbum de estudio de Britney Spears. Aunque para entonces se desconocían los títulos de dichas canciones, posteriormente se dio a conocer que una de ellas era "Telephone", la que había sido coescrita por la entonces aún desconocida cantante estadounidense Lady Gaga. No obstante, ninguna producción de Darkchild fue incluida en Circus. Ello llevó a que, en el año 2009, los ejecutivos del sello Jive Records intentaran adquirir a "Telephone" para incluir a ésta en el segundo álbum recopilatorio de Britney Spears, The Singles Collection. Pese a ello, Lady Gaga, quien para entonces ya era considerada como toda una revelación en la industria musical, había decidido convertir a "Telephone" en una colaboración con Beyoncé, incluir a ésta en su EP The Fame Monster y, posteriormente, lanzarla como el segundo sencillo del mismo; lo que llevó a los ejecutivos de Jive Records a adquirir a la canción "3" en su lugar.
Por su parte, la iniciativa de Lady Gaga terminó resultando un éxito mundial. Ello quedó de manifiesto en Estados Unidos, donde "Telephone" alcanzó la posición N.º 3 de la Billboard Hot 100. No obstante, mientras ésta se convertía en un éxito alrededor del mundo, en internet fue filtrado el demo original interpretado por Britney Spears, lo que desencadenó un frenesí en los medios. El acontecimiento llevó a que el propio Darkchild aclarara que él no fue el responsable del acontecimiento.
Pese a la controversia, el editor musical Rob Sheffield, de la revista Rolling Stone, ubicó al demo en la posición N.º 25 de su Top 25 Singles de 2010. Ello, tras sostener que la música pop sin Britney Spears era como «pizza sin aliño ranchero», por lo que el demo sólo despertó el interés en su séptimo álbum de estudio, Femme Fatale, el que fue lanzado en el mes de marzo del año 2011. Paralelamente, de acuerdo al sitio web iLeaks, el que realiza seguimientos a las canciones y a los álbumes filtrados, el demo de "Telephone" de Britney Spears fue la canción filtrada más popular del año 2010.
«Whiplash»
En el año 2011, una de las canciones que habían sido creadas para ser incluidas en Circus y que, sin embargo, terminaron siendo excluidas de él, fue dada a la banda estadounidense Selena Gomez & the Scene, la que, tras grabarla, la incluyó en su tercer álbum de estudio, When the Sun Goes Down. La canción en cuestión fue «Whiplash», la que fue coescrita por la propia Britney Spears.
«This Kiss» y «Follow My Fingers»
Dos canciones coescritas por Nicole Morier y Spears, «This Kiss» y «Follow My Fingers», no fueron incluidas en Circus.